# Ctenus villasboasi
Ctenus villasboasi är en spindelart som beskrevs av Cândido Firmino de Mello-Leitão 1949. 
Ctenus villasboasi ingår i släktet Ctenus och familjen Ctenidae. Inga underarter finns listade i Catalogue of Life.